# Эйнар Торвалдссон
Эйнар Торвалдссон (исл. Einar Þorvaldsson, 1902—1967) — исландский шахматист. Входил в число сильнейших шахматистов Исландии конца 1920 — начала 1940-х гг. Дважды становился чемпионом Исландии (в 1928 и 1940 гг.). В составе национальной сборной Исландии принимал участие в трех официальных и одной неофициальной шахматных олимпиадах. В 1930 и 1933 гг. играл без замен, поскольку в сборной Исландии не было запасного участника.

## Спортивные результаты
| Год  | Город        | Соревнование                                                    | + | − | = | Результат | Место |
| ---- | ------------ | --------------------------------------------------------------- | - | - | - | --------- | ----- |
| 1930 | Гамбург      | III Олимпиада (сборная Исландии, 3-я доска)                     | 4 | 6 | 7 | 7½ из 17  |       |
| 1933 | Фолкстон     | V Олимпиада (сборная Исландии, 3-я доска)                       | 2 | 7 | 5 | 5½ из 14  |       |
| 1936 | Мюнхен       | Неофициальная шахматная олимпиада (сборная Исландии, 3-я доска) |   |   |   | [ 1 ]     |       |
| 1939 | Буэнос-Айрес | VIII Олимпиада (сборная Исландии, 4-я доска)                    | 3 | 3 | 4 | 5 из 10   |       |